# Amerikana
Amerikana è un film del 2001 diretto da James Merendino. È un road movie accostato a Easy Rider - Libertà e paura nonché il tredicesimo film prodotto seguendo i dettami del manifesto Dogma 95.